# Tao Okamoto
Tao Okamoto (岡本多緒 Okamoto Tao), conocida profesionalmente como Tao (nacida el 22 de mayo de 1985 en la Prefectura de Chiba, Japón), es una modelo y actriz japonesa, que era el rostro de Ralph Lauren. En 2013, hizo su debut en el cine como la protagonista femenina, Mariko Yashida, en The Wolverine, actuando junto a Hugh Jackman.

## Vida y carrera
Tao nació en Chiba, Japón. Comenzó a modelar cuando era un adolescente en Japón, cuando tenía 14 años. En 2006, tomó la decisión de trasladarse a París y desarrollar su carrera a nivel internacional. Poco después, Tao hizo su debut en las pasarelas europeas, rompiendo barreras como una de las pocas destacadas modelos de Asia Oriental de la época. A través de su larga carrera en la pasarela, ha desfilado con numerosas de las mejores marcas, entre ellas Alexander Wang, Chanel, Dolce & Gabbana, Fendi, Louis Vuitton, Michael Kors, Miu Miu, Yves Saint Laurent y Ralph Lauren.
En 2009, Tao se trasladó a la ciudad de Nueva York y llamó la atención en la industria por ponerse un corte de pelo de tazón único. Se convirtió en una mirada inspiradora, e incluso impulsó al diseñador Phillip Lim para modelar el peinado de todo su Otoño / Invierno 2009 con elenco de demostración después del corte de Tao.
Tao ha participado en diversos proyectos editoriales y de publicidad. Ha liderado campañas como Dolce & Gabbana con Mario Testino, Emporio Armani por Alasdair McLellan, Kenzo con Mario Sorrenti, y Tommy Hilfiger con Craig McDean. Editorialmente, ha posado para producciones fotográficas de ID Magazine, V Magazine, la revista W, y varias ediciones internacionales de Harper's Bazaar y Vogue.
El número de noviembre de 2009 de la revista Vogue Nippon (Vogue Japón) se dedicó a Tao, ella aparece exclusivamente en el interior, así como en la cubierta - la primera modelo japonesa en hacerlo en casi una década. Tao es ampliamente reconocida como una de las mejores modelos procedentes de Japón, y tiene honores ganados como "Modelo del Año" de club del Fashion Editor Japón, siendo nombrada como una de las "Mujeres del año" de la revista Vogue Nippon en 2010.
En 2013, Tao hizo su debut cinematográfico como la protagonista femenina, Mariko Yashida, frente a Hugh Jackman, en la producción de 20th Century Fox The Wolverine, también conocido en algunas partes de Asia como Wolverine: Samurai. En octubre de 2014, se anunció que se había unido al elenco de Hannibal como Chiyoh, la sirvienta de la familia de Hannibal Lecter.
En enero de 2015, se anunció que Tao sería protagonista en la película Crossroads con la actriz filipina / cosplayer Alodia Gosiengfiao. En 2015, Tao también apareció en El Hombre en el Castillo como Betty Kasoura. En 2016, Tao participó en la película Batman v Superman: Down of Justice como la ayudante de Lex Luthor, Mercy Graves.

## Modelado
Okamoto ha modelado para Alexander McQueen, Alexander Wang, Burberry Prorsum, Bottega Veneta, Chanel, Dolce&Gabbana, Donna Karan, Emanuel Ungaro, Fendi, Giorgio Armani, Givenchy, Hermès, Jean-Paul Gaultier, Kenzo, Louis Vuitton, Marc Jacobs, Maison Martin Margiela, Max Mara, Miu Miu, Moschino, Paul Smith, Phillip Lim, Ralph Lauren, Salvatore Ferragamo, Tommy Hilfiger, Vivienne Westwood, Yves Saint Laurent y más.

## Filmografía
| Año  | Título                                                  | Papel                            | Notas                                |
| ---- | ------------------------------------------------------- | -------------------------------- | ------------------------------------ |
| 2013 | The Wolverine                                           | Mariko Yashida                   |                                      |
| 2014 | Chi no Wadachi                                          | Toko Sakagami                    | Miniserie de televisión Japonesa     |
| 2015 | Hannibal                                                | Chiyoh, Lady Murasaki's handmaid | Papel recurrente Serie de televisión |
| 2015 | The Man in the High Castle                              | Betty                            | Serie de televisión                  |
| 2016 | Batman v Superman: Dawn of Justice                      | Mercy Graves                     |                                      |
| 2016 | Crossroads                                              | Shiho Nomura                     |                                      |
| 2017 | Manhunt                                                 | Kiko Tanaka                      |                                      |
| 2018 | Laplace's Witch                                         | Rei Kirimiya                     |                                      |
| 2018 | Westworld                                               | Hanaryo                          | Serie de televisión                  |
| 2019 | Lost Transmissions                                      | Wendi                            |                                      |
| 2019 | She's Just a Shadow                                     | Irene                            |                                      |
| 2023 | The Silent Service                                      |                                  | Película Live-Action                 |
| 2024 | The Silent Service Season One - The Battle of Tokyo Bay | Ryoko Funao                      | Serie de televisión                  |